# Soum
O Soum é uma província de Burquina Fasso localizada na região Sahel. Sua capital é a cidade de Djibo.

## Departamentos

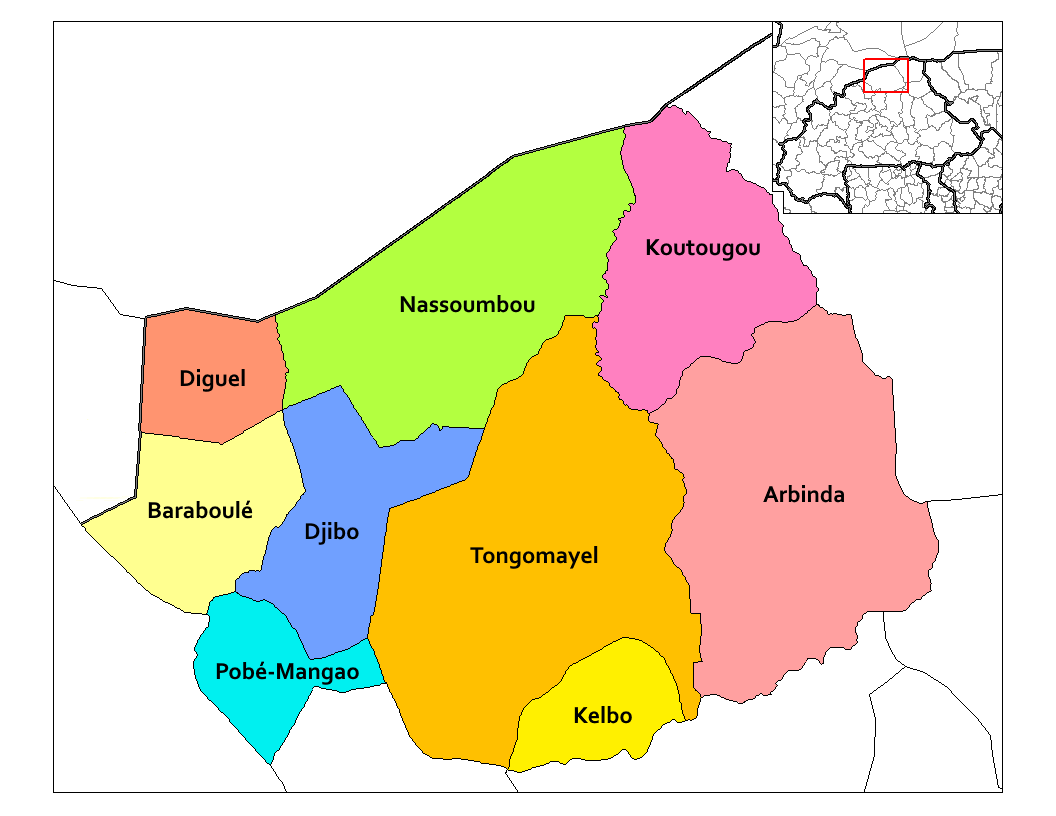
Localização dos diversos departamentos da província do Soum, Burkina Faso

A província do Soum está dividida em nove departamentos:
- Arbinda
- Baraboulé
- Djibo
- Djiguel
- Kelbo
- Koutougou
- Nassoumbou
- Pobé-Mengao
- Tongomayel